# Ираде
Ираде́ (тур. irade — воля, желание) — ранее в Турции указ султана.
Он передавался сначала великому визирю, а тот уже от себя его обнародовал. Указ, который исходил от султана напрямую к народу, без посредства визиря, назывался хатт.
Во время правления Махмуда II, в начале 1830-х годов, появляется должность главного писца императорского двора («Mâbeyn-i Hümâyun Başkatibi»), записывавшего решения султана. После начала периода Танзимата правительственный бюрократический аппарат был упорядочен. Для большинства регулярных прошений императорский писец («Serkâtib-i şehriyârî») начал записывать выраженную устно волю султана (ираде) и в итоге ираде (также называвшиеся «irâde-i seniyye», то есть «высшая воля», и «irâde-i şâhâne», то есть «славнейшая воля») заменили хатты.